# 诺沃里藏特
诺沃里藏特是巴西米纳斯吉拉斯州的一个市镇。总面积264.076平方公里，总人口4899人，人口密度18.6人/平方公里。